# 2022年世界陸上競技選手権大会バミューダ選手団
2022年世界陸上競技選手権大会バミューダ選手団は、2022年7月15日から7月24日までアメリカ合衆国のユージーンで開催された第18回世界陸上競技選手権大会のバミューダ選手団。

## 選手団
- 人員: 選手 1人

## 選手名簿・結果
| 選手                       | 種目       | 予選   | 予選 | 決勝     | 決勝     |
| 選手                       | 種目       | 結果   | 順位 | 結果     | 順位     |
| -------------------------- | ---------- | ------ | ---- | -------- | -------- |
| ジャー＝ナイ・ペリンシェフ | 男子三段跳 | 16.38m | 22位 | 予選敗退 | 予選敗退 |